# Constitución, Tabasco
Constitución är en ort i Mexiko.   Den ligger i kommunen Centro och delstaten Tabasco, i den sydöstra delen av landet, 700 km öster om huvudstaden Mexico City. Constitución ligger 4 meter över havet och antalet invånare är 2 721.
Terrängen runt Constitución är mycket platt. Runt Constitución är det tätbefolkat, med 442 invånare per kvadratkilometer. Närmaste större samhälle är Villahermosa, 11,3 km sydväst om Constitución. Trakten runt Constitución består till största delen av jordbruksmark.